# Insulivitrina
Insulivitrina é um género de gastrópode  da família Vitrinidae.
Este género contém as seguintes espécies:
- Insulivitrina machadoi
- Insulivitrina mascaensis
- Insulivitrina reticulata
- Insulivitrina tuberculata